# امانوئلا زانکی
امانوئلا زانکی (انگلیسی: Emanuela Zanchi؛ زادهٔ ۱۷ اکتبر ۱۹۷۷) بازیکن واترپلو اهل ایتالیا است.
وی همچنین برندهٔ جوایزی همچون نشان شایستگی از جمهوری ایتالیا شده‌است.